# Corpo delle Lanterne Blu
Il Corpo delle Lanterne Blu è un'organizzazione immaginaria dell'universo DC, creata da Geoff Johns (testi) ed Ethan Van Sciver (disegni). Ha debuttato in Green Lantern (quarta serie) n. 25 (dicembre 2007).

## Storia del gruppo
Il Corpo delle Lanterne Blu è uno dei sette Corpi potenziati da uno specifico colore dello spettro emozionale all'interno dell'universo DC. Cominciarono a coprire un ruolo importante in Green Lantern e Green Lantern Corps come partecipanti di maggiore rilevanza nell'evento di Blackest Night. Formati dagli ex Guardiani banditi Ganthet e Sayd, ebbero la loro base sul pianeta Odym e il loro potere veniva alimentato dall'emozione della speranza.
La creazione del Corpo delle Lanterne Blu fu una conseguenza della storia riguardante la Guerra contro i Sinestro Corps. Durante la prima metà dell'evento, Ganthet e Sayd erano gli unici Guardiani a credere che la profezia della "Notte più Oscura", capitolo proibito del Libro di Oa, stava per avverarsi. La loro volontà di abbracciare tutte le emozioni e l'amore che provavano uno per l'altra li portarono ad essere banditi da Oa. Due numeri dopo la loro espulsione, Ganthet rivelò la profezia ad Hal Jordan, Guy Gardner, John Stewart e Kyle Rayner. Nella descrizione disse: "Da qualche parte, un barlume di speranza brillerà dallo spazio profondo, come un faro che allontana le navi dagli scogli. La luce blu terrà la linea nello spirito se non nella forza". Si scoprì alla fine del numero, che Ganthet e Sayd si erano stabiliti su un pianeta (più tardi nominato Odym), avevano creato un anello blu del potere, e che intendevano formare un loro Corpo.

### La Rabbia delle Lanterne Rosse
Nella storia Rage of The Red Lanterns, le Lanterne Blu di Ganthet e Sayd furono finalmente introdotte. Il Corpo delle Lanterne Verdi era già stato attaccato dal Corpo delle Lanterne Rosse, che rapirono Sinestro dalla loro custodia. Hal Jordan, incredulo da un attacco da parte di Laira (ex Lanterna Verde, ora Lanterna Rossa), si ritrovò guarito dal potere di Saint Walker. Saint Walker si presentò alla Lanterna Verde come la Lanterna Blu del Settore 1. Essendo nella sua prossimità emozionale, i livelli del potere di Jordan arrivarono al massimo finché la speranza di Walker che lui stesse bene avesse continuato. Dato che Stewart nutriva dei dubbi sulle intenzioni di Walker, l'anello di questi creò un'illusione basata sulla sua psiche, liberando Stewart dagli effetti dell'influenza che l'anello delle Lanterne Rosse avevano su di lui. Con Stewart placato, Walker portò Jordan su Odym. Qui, il "lettore" fu presentato al secondo membro del Corpo delle Lanterne Blu, nel momento in cui ricevette l'anello blu del potere da Ganthet e Sayd, Brother Warth. Dopo, Ganthet e Sayd chiesero a Jordan di aiutare le Lanterne Blu a recuperare Sinestro dalle mani di Atrocitus, e gli spiegarono che la sua sopravvivenza era importante per l'imminente Guerra della Luce.
Jordan accettò riluttante la richiesta di Ganthet, e andò con le Lanterne Blu sul pianeta base delle Lanterne Rosse, Ysmault. Sulla via, Walker disse a Jordan che le Lanterne Verdi non erano altro che una forza di polizia, e che lui avrebbe potuto guidare le Lanterne Blu come nessun altro. Sebbene Jordan gli disse di non avere nessuna intenzione di lasciare il Corpo, il "lettore" osservò Walker dire a Warth che era imperativo che Jordan divenisse una Lanterna Blu. Su Ysmault, Jordan localizzò Sinestro, ma fu prontamente attaccato dalle Lanterne Rosse. Fu catturato dalle forze di Atrocitus, e sebbene Atrocitus disse a Laira che la carne ed il sangue di Jordan le appartenevano, il suo attacco fu interrotto dall'arrivo dei Sinestro Corps. Divenne il caos, ma fu rallentato da quando Walker e Warth arrivarono in suo soccorso. Non furono mostrati solo nel ricaricare l'anello di Jordan ma anche mentre tenevano testa ad entrambi i Corpi. Wart riuscì ad evitare facilmente che i due si battessero, mentre Walker teneva Atrocitus a bada. Durante il conflitto, Jordan sembrò riuscire ad appellarsi al vero io di Laira nonostante il controllo su di lei del suo anello. Ogni reale reversione degli effetti su di lei furono fermati, quando Sinestro la uccise. Fuori di sé, Jordan si avventò su Sinestro, e fu così pieno di rabbia, che l'anello di Laira lo scelse come nuovo portatore. Atrocitus gli diede il benvenuto nel Corpo delle Lanterne Rosse.
Nonostante l'affermazione di Walker che il potere della luce blu fosse il più potente dello spettro emozionale, fu lì che il "lettore" capì cosa voleva dire Atrocitus parlando di sapere quale fosse la vera debolezza delle Lanterne Blu. Atrocitus spiegò che il potere delle Lanterne Blu, la speranza, non serviva a nulla se non c'era la volontà a metterla in atto. Walker ammise che con l'anello inattivo di Jordan e nessun'aura di un'altra Lanterna Verde ad influenzarli, lui e Warth avevano solo le abilità di volare e dell'aura protettiva. Nonostante il suo svantaggio, Walker restò fermo sulla convinzione che Jordan si sarebbe unito al Corpo delle Lanterne Blu. Piazzò il suo stesso anello nelle mani di Jordan. Il risultato fu la distruzione dell'anello rosso e la liberazione di Jordan dalla sua influenza. Sentendo i loro poteri prosciugati dalla coalescenza dell'anello blu del potere, i membri del Sinestro Corps fuggirono. Sorgendo con i poteri di due anelli, verde e blu, l'effusione dell'energia di entrambi gli anelli di Jordan sconfisse il Corpo delle Lanterne Rosse. Dopo la battaglia, il "lettore" vide Scar ridestare le sue forze nella preparazione di un nuovo attacco per la guerra in arrivo, durante cui, Atrocitus venne mostrato nel compimento di un rituale per individuare il pianeta base delle Lanterne Blu. Nella stessa successione di scene, Ganthet e Sayd vennero mostrati intenti a parlare con la terza Lanterna Blu: Brother Hynn.

### Agente Arancione
Dopo la conclusione di Rage of The Red Lanterns, le Lanterne Blu di Jordan ritornarono su Odym. Jordan non riuscì a togliersi il suo anello blu del potere, e scoprì che interferiva con l'utilizzo del suo anello verde. Ganthet spiegò a Walker che lui disse che Jordan avrebbe guidato le Lanterne Blu, ma non come Lanterna Blu lui stesso. Come Lanterna Verde, la volontà di Jordan sarebbe stata in grado di ricaricare l'intero Corpo delle Lanterne Blu. Sayd affermò anche che era necessario un nuovo anello blu del potere per Walker, dato che non riuscivano a rimuovere quello vecchio dalla mano di Hal Jordan. Ganthet disse a Jordan che l'unico modo di rimuoverlo era trovare qualcosa per cui valesse la pena sperare. Jordan lasciò Oa, e Ganthet disse a Walker e a Warth che loro, invece, avrebbero dovuto reclutare altre Lanterne Blu. Le Lanterne Blu avevano ora una nuova missione: localizzare coloro che portavano la luce indigo, per cui speranza e compassione lavorassero insieme. Su Oa, i Guardiani scoprirono che anche loro che non riuscivano a rimuovere l'anello blu dalla mano di Jordan. Distratti dall'anello blu del potere da una richiesta del terrorista Agente Arancione, i Guardiani lanciarono un assalto su Okaara nel Sistema Vega. L'anello blu di Jordan continuò a causare problemi anche quando le Lanterne Verdi si batterono con la Lanterna Arancione Larfleeze e i suoi costrutti. Separandosi dal suo gruppo, tuttavia, l'anello blu di Hal Jordan colpì l'attenzione di Larfleeze. Larfleeze bramò l'anello blu, ma scoprì che i suoi costrutti non erano immuni alla luce blu come quelli delle Lanterne Verdi. L'anello blu del potere si rifiutò di essere rubato da Larfleeze, affermando che la speranza è altruista. Larfleeze tentò di rimuoverlo con la forza, tagliando la mano di Jordan con un'ascia costruita dalla luce arancione. Sebbene inizialmente non fu chiaro al "lettore", Larfleeze fallì di nuovo. Sentendo la speranza di avere sollievo dalla costante avidità che sentiva, l'anello blu creò un'illusione che lo ingannò con la convinzione di essere riuscito a rubarlo; la mano di Jordan, infatti, era intatta, e l'anello blu del potere era ancora sulla sua mano. Jordan ritornò a battersi con Larfleeze insieme al Corpo delle Lanterne Verdi. Durante la battaglia, l'anello blu di Jordan continuava a chiedergli per cosa sperasse. Frustrato, gli rispose che sperava che, una volta finita la battaglia con Larfleeze, l'anello smettesse di chiedergli per cosa sperasse. L'anello blu registrò questa affermazione come una vera speranza, ricaricando tutti gli anelli del Corpo delle Lanterne Verdi, e permettendo a Jordan di sopraffare Larfleeze. Dopo che Jordan riottenne il controllo sul suo anello, lo rimosse e partì per trovare un nuovo portatore nel settore 2828.
I Guardiani capirono che se avessero tolto a Larfleeze la sua batteria del potere, qualcun altro l'avrebbe inevitabilmente trovata, diventando il nuovo Agente Arancione. Preferendo sapere dove si trovasse Larfleeze, decisero di negoziare con lui di nuovo. I dettagli dell'accordo non furono mai pienamente rivelati, tuttavia venne mostrato Larfleeze mentre chiedeva ai Guardiani dove potesse trovare un anello blu del potere. Su Odym, Ganthet, Sayd e le Lanterne Blu furono mostrati su una spiaggia a passeggiare e parlare con il nuovo membro: Sister Sercy. Il numero terminò con l'attacco al Corpo delle Lanterne Blu da parte di Larfleeze.

## Membri importanti
- Saint Walker (del Settore 1): Bro'Dee Walker, un santo sul suo pianeta, divenne il destinatario del primo anello blu del potere dopo aver aiutato la sua gente ad avere speranza nonostante il loro sole si avvicinasse alla fine. Aiutò Jordan e le altre Lanterne Verdi dopo che furono attaccati da Atrocitus e le sue Lanterne Rosse. Walker donò il suo anello originale a Jordan al fine di guarirlo dagli effetti avuti dopo essere stato in contatto con un anello rosso del potere.
- Brother Warth (del Settore 2): un alieno simile ad un elefante che somiglia fortemente al dio indù Ganesh che fu reclutato da Saint Walker. Allo stesso modo, avrebbe reclutato il nuovo membro del Corpo, e così via.
- Brother Hymn (del Settore 3): Mostrato durante il suo processo di selezione da parte di Ganthet e Sayd alla fine di Rage of The Red Lanterns. Il suo nome fu rivelato nell'immaginario promozionale per Blackest Night.
- Sister Sercy (del Settore 4): Presumibilmente reclutata da Brother Hynn, il suo nome fu rivelato nell'immaginario promozionale per Blackest Night. Fu ufficialmente mostrata come reclutata nel Corpo delle Lanterne Blu appena prima dell'arrivo di Larfleeze su Odym e divenisse un mondo lungamente oppresso dal Evil Star.
- Hal Jordan (del Settore 2814): Un ufficiale del Corpo delle Lanterne Verdi a cui fu dato un anello blu del potere da Saint Walker per liberarlo dall'influenza di un anello rosso. Né Jordan né i Guardiani riuscirono a rimuovere l'anello blu senza scoprire quale fosse la speranza del portatore. Si scoprì, più tardi, che Ganthet e Sayd avevano pianificato di combattere la Notte più Oscura avendo Jordan come leader delle Lanterne Blu. L'anello blu del potere lasciò Jordan per trovare un nuovo portatore, dopo la battaglia contro Larfleeze.
- Barry Allen-The Flash (del Settore 2814): Barry allen diviene un membro del Corpo delle Lanterne Blu durante la battaglia contro le Lanterne Nere, poiché egli è in grado di infondere grande speranza nel prossimo.

## Giuramento
Proprio come i membri del Corpo delle Lanterne Verdi e degli altri Corpi ricaricando i loro anelli, recitano un giuramento, le Lanterne Blu ricaricano i loro anelli recitando questo giuramento:
(Ganthet e Sayd in Green Lantern (vol. 4) n. 36 (Dicembre 2008))

## Poteri e abilità
Tutte le Lanterne Blu sono armate di un anello blu del potere, alimentato dall'emozione della speranza. Le Lanterne Blu devono trovarsi vicino ad una Lanterna Verde per ottenere il massimo del loro potere. In mancanza di questo, gli anelli sostengono il solo potere del volo e dell'aura protettiva intorno al portatore. Questo difetto è causato dal fatto che il potere della speranza non è nulla se non viene attivato dalla volontà. Gli anelli blu del potere devono essere alimentati dalla vera speranza per funzionare sotto il comando di chi li indossa. Per esempio, quando Hal Jordan spera per la pace nel mondo nel tentativo di fare funzionare il suo anello, esso capisce se la sua affermazione è vera o falsa e a seconda di ciò, può funzionare o restare inattivo.
Quando si trova sotto l'effetto di un anello verde del potere, una Lanterna Blu possiede l'abilità di curare le ferite. Il potere dell'anello può anche essere ricaricato con la speranza altrui; per esempio, Saint Walker e Warth riuscirono a risanare un sole morente di 8,6 miliardi anni perché avevano dalla loro parte la speranza di tutto un pianeta. L'anello blu del potere può anche rendere inefficaci i poteri degli anelli che si trovano sul lato opposto dello spettro emozionale. Può neutralizzare gli effetti dell'anello rosso del potere, bloccare le proprietà dell'energia furtiva dell'anello arancione del potere, e prosciugare l'energia degli anelli gialli del potere. All'opposto, può ricaricare gli anelli verdi del potere fino a due volte del loro massimo potere. Questo effetto può essere anche negativo, se l'anello verde del potere dovesse essere avvicinato ad una batteria del potere blu, questa potrebbe supercaricare l'anello verde e farlo implodere. Gli anelli blu del potere creano i loro costrutti sulla base della psiche dei loro avversari. Per esempio, quando Stewart tentò di catturare Saint walker, mentre era infuriato, l'anello di Walker fece sì che Stewart si illudesse di volare con la moglie deceduta, Katma Tui, al fine di placare la sua rabbia. Geoff Johns affermò anche che gli anelli blu del potere conferiscono ai loro portatori visioni precognitive.